# 范妮·奥尔塔
范妮·奥尔塔（法語：Fanny Horta，1986年1月22日—），法国女子橄榄球运动员。她曾代表法国参加2016年和2020年夏季奥林匹克运动会橄榄球比赛，其中2020年奥运会获得一枚银牌。